# Statsanstalten for Livsforsikring
Statsanstalten for Livsforsikring var en dansk livsforsikringsanstalt, oprettet af staten under navnet Livsforsikrings- og Forsørgelseskassen af 1871, som afløste to ældre statslige livsforsikringsanstalter, der var oprettet i 1842. Anstalten skiftede siden navn i 1893. Anstalten blev privatiseret 1990 og solgt til den daværende forsikringskoncern Baltica og omdøbt til Danica i 1991.
Statsanstalten lå først i den tidligere navigationsskole i Havnegade 23-27 i København, men flyttede i 1953 til et nyt hovedsæde i komplekset Kampmannsgade 4, Nyropsgade 20-28 og Vester Søgade 42, opført 1950-53 efter tegninger af Mogens Lassen og Frits Schlegel. I bygningen, der nu er hovedsæde for Fagligt Fælles Forbund (3F), fandtes tidligere en stor fresko af Axel Salto, der blev destrueret 1994.
Virksomheden havde ca. 300 ansatte i 1950.

## Beskrivelse fra 1950
Den danske stats tilknytning til forsørgelses og forsikringsinstitutioner dels som direkte stifter af sådanne, dels som garant går så langt tilbage i tiden som til midten af det 17. årh., men først et par hundrede år senere, nemlig d. 1. maj 1842, oprettedes den første danske egentlige livsforsikringsanstalt, Livsforsikringsanstalten i København, og denne anstalt samt den samtidig oprettede søsterinstitution, Livrente- og Forsørgelsesanstalten af 1842, er de direkte forløbere for statsanstalten.
Staten har altså været banebrydende herhjemme på dette felt, og den af staten garanterede statsanstalt indtager vedblivende en fremskudt stilling  indenfor dansk livsforsikringsvirksomhed.
De for Statsanstalten gældende lovregler, hvorpå hele dens virksomhed hviler, er stedse blevet ændrede og moderniserede efter tidens krav, sidst ved lov af 26. nov. 1931, med ændringer ifl. lovene af 24. januar 1934, 22. december 1936, 29. april 1940, 1. oktober 1945, 12. juli 1946 og 22. december 1947.
Embedsmændenes pligt til at tegne lovbefalet enkeforsørgelse i Statsanstalten bortfaldt allerede i 1919, og siden har Statsanstalten udelukkende forøget sin forsikringsbestand ved frivillig tegning, men også før den tid udgjorde den frivillige tilgang langt den væsentligste del af Statsanstaltens nytegning. Den rigelige tilgang af nye forsikringer bærer vidne om, at Statsanstalten har vundet anerkendelse blandt befolkningen som en velorganiseret, moderne livsforsikringsanstalt, hvor landets indvånere med fordel kan tegne deres livsforsikringer, livrenter og pensionsforsikringer under statens garanti.
Denne udvikling er kun muliggjort derved, at Statsanstalten tidligt indså, at et livsforsikringsselskabs trivsel er betinget af, at der anlægges rent forretningsmæssige principper for den daglige drift, derunder nødvendigheden af at få befolkningen i tale gennem direkte personlig påvirkning af agenter. Statsanstalten er da også nu landet over repræsenteret af ca. 150 hovedagenter og inspektører, der bistås af en talrig stab af underagenter.
Da Statsanstalten er oprettet udelukkende til gavn og betryggelse for befolkningen, uden at der er tilsigtet vinding for nogen, har den været i stand til i tidens løb at udbetale betydelige beløb til de forsikrede som bonus, idet hele dens overskud efter de gældende lovbestemmelser kommer de forsikrede til gode på denne måde gennem kontante udbetalinger hvert 5. år. For tiden fra 1871 til udgangen af 1949 er der således i alt udbetalt ca. 162 mio. kr. i bonus, deraf alene for 1941/1945 ca. 34 mio. kr.
Under alt dette er Statsanstalten vokset op til en institution af betydelige dimensioner og er Danmarks største livsforsikringsvirksomhed. Ved udgangen af 1949 udgjorde dens samlede aktiver over ca. 746 mio. kr., dens bestand af livsforsikringer over 1500 mio. kr. og af livrenter, pensionsforsikringer etc. 54 mio. kr. årlig hævning. Det sidste tal omfatter såvel de renteforsikringer, der er i hævning, som de renteforsikringer, der først eventuelt senere vil kunne komme til udbetaling.
Direktion: Administrerende direktør F. Tengqvist (f. 1895), matematisk direktør A. Kousgaard Nielsen (f. 1899), vicedirektør K. Honum (f. 1897), underdirektør O. Bakke (f. 1899), underdirektør Erik Nielsen (f. 1895) og matematisk underdirektør H.P. Rasmussen (f. 1908).
Bestyrelse: Professor, dr.phil. J.F. Steffensen (1873-1961), formand, generaldirektør K. Korst (f. 1894), departementschef Andreas Møller (1882-1954), direktør F. Tengqvist og direktør A. Kousgaard Nielsen.